# Gongala
Gongala är ett berg i Sri Lanka.   Det ligger i provinsen Sabaragamuwa, i den södra delen av landet, 110 km sydost om huvudstaden Colombo. Toppen på Gongala är 1 345 meter över havet, eller 341 meter över den omgivande terrängen. Bredden vid basen är 14,5 km.
Terrängen runt Gongala är huvudsakligen lite bergig. Runt Gongala är det tätbefolkat, med 308 invånare per kvadratkilometer. I omgivningarna runt Gongala växer i huvudsak städsegrön lövskog.